# Vladislav Brajković
Vladislav Brajković, hrvaški pravnik, predavatelj in akademik, * 24. januar 1905, † 9. september 1989.
Brajković je deloval kot redni profesor za pomorsko in splošno transportno pravo na Pravni fakulteti v Zagrebu in bil dopisni član Slovenske akademije znanosti in umetnosti (od 24. aprila 1981).